# 펜텐
펜텐(pentene)은 C5H10의 분자구조를 가진 알켄의 한 종류이다. 이 단어의 유래는 먼저 접두사인 "pent-"는 분자 안에 5개의 탄소 원자가 있다는 사실에서 유래한 것이고, 접미사인 "-ene"은 이 물질이 알켄이라는 것을 의미하며, 두개의 탄소 원자는 이중 결합을 통해 결합한다. 사슬에 위치한 탄소 원자의 이중 결합의 위치와 기하학적인 구조들에 따라서 여러 이성질체들을 가지고 있다. 

## 같이 보기
- 탄화수소
- 알켄
- 사이클로펜타인